# Reyðarfjörður
Reyðarfjörður est une localité islandaise de la municipalité de Fjarðabyggð située à l'est de l'île, dans la région d'Austurland. En 2011, le village comptait 1102 habitants.

## Géographie
Reyðarfjörður est située au fond du plus long fjord (30 km) de la côte est islandaise. Le climat de la ville est assez pluvieux, mais, durant les jours ensoleillés d'été, on y recense souvent les plus hautes températures d'Islande.

## Histoire
Depuis le début du XXe siècle, Reyðarfjörður est un port de commerce, ainsi qu'un port de pêche. Grâce à sa situation stratégique et aux bonnes conditions du port, elle est devenue la seconde plus grande base alliée durant la Seconde Guerre mondiale en Islande, ce qui explique la présence d'un musée de la Seconde Guerre mondiale en ville.

## Économie

### Fonderie d'aluminium Fjardaál

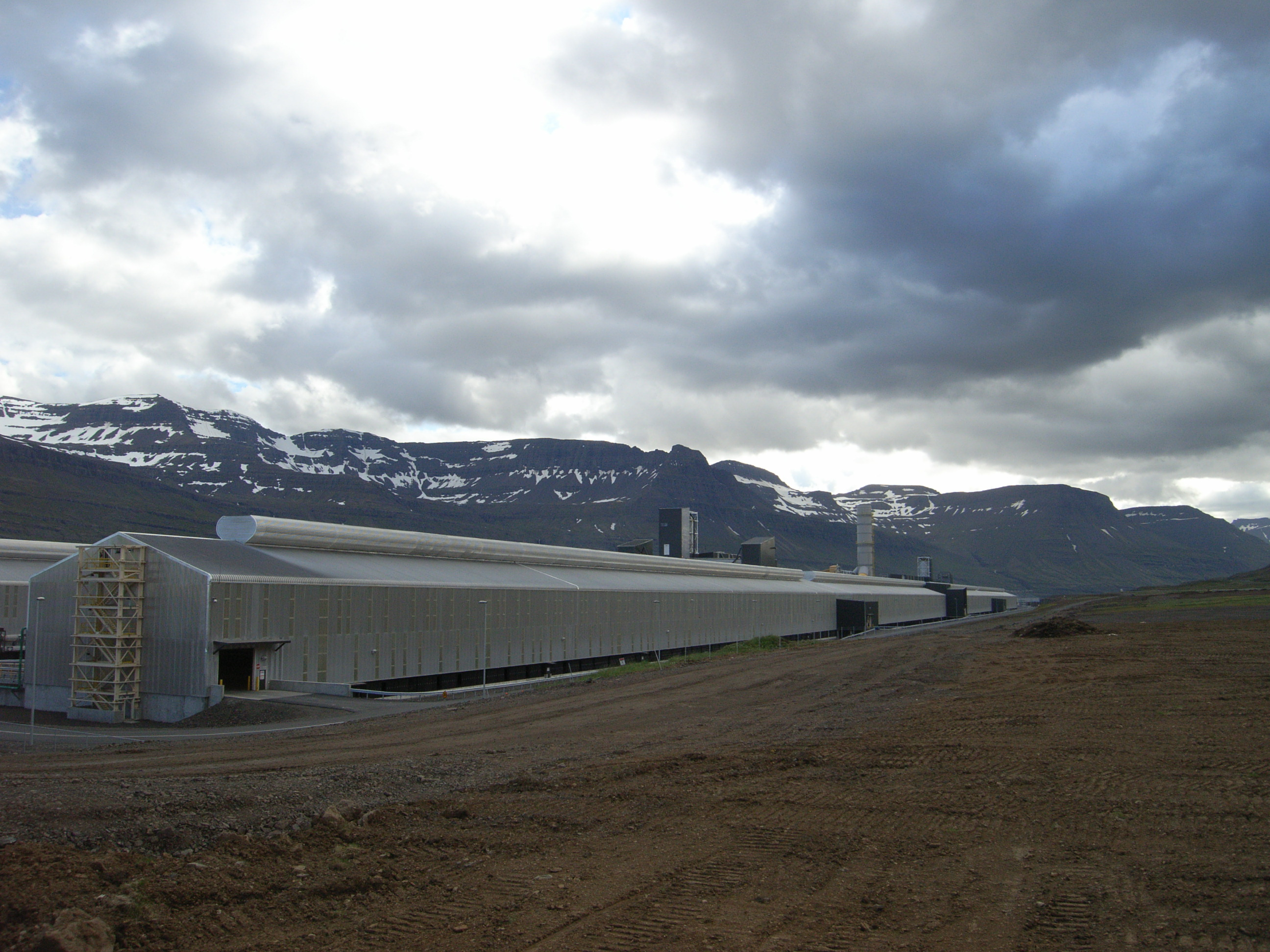
L'usine d'aluminium Fjardaál

Pour endiguer le mouvement de dépeuplement de la région et du fait de l'important potentiel hydroélectrique, le groupe américain Alcoa décide de construire une fonderie d'aluminium à Reyðarfjörður. L'usine est alimentée en électricité par la centrale hydroélectrique de Kárahnjúka construite simultanément à 75 km de là. Ce projet reçoit de nombreuses oppositions, mais est cependant voté en 2002. La construction de l'usine a été réalisée entre 2004 et 2007 par le groupe Bechtel, utilisant une main-d'œuvre majoritairement étrangère, en particulier polonaise[réf. nécessaire]. Avec un nombre de travailleurs atteignant 2 800 personnes, la ville connait durant cette période la plus grande concentration de résidents étrangers du pays.
La fonderie a atteint sa capacité de production maximale en avril 2008. Les installations comprennent entre autres une fonderie et un port en eaux profondes. La fonderie emploie 450 personnes et produit 940 tonnes d'aluminium par jour, avec une capacité de 346 000 tonnes d'aluminium par an. Fjardaál signifie « Aluminium des fjords » en islandais.

## Personnalités liées à la localité
- Vilhjálmur Einarsson